# Luigi Amodeo
Luigi Amodeo (ur. 4 kwietnia 1969 w Ragusie) – włoski aktor filmowy i telewizyjny.

## Filmografia

### Filmy
- 2001: Zwierzak (The Animal) – włoski reporter
- 1999: Auteur Theory, The – Paradiso Marcopoli
- 1998: Artystyczny dom (Art House) – Tony
- 1997: Czarne perły (B*A*P*S) – Antonio
- 1996: Pamiętnik Czerwonego Pantofelka 6 (Red Shoe Diaries 6: How I Met My Husband)
- 1991: Rok broni (Year of the Gun) – Piero Gagliani
- 1990: Cellini (Una Vita scellerata) – Gherardo
- 1994: Młody Indiana Jones: Kaprysy Hollywood (Young Indiana Jones and the Hollywood Follies) – Massimo
- 1988: Cambiamento d'aria

### Seriale
- 2002–2003: Moda na sukces (The Bold and the Beautiful) – Lorenzo Barelli
- 1999: Zoe, Duncan, Jack i Jane (Zoe, Duncan, Jack & Jane)
- 1999: Sekrety Weroniki (Veronica's Closet) – Santo Amelio
- 1998: Melrose Place – Georgio
- 1997: Żywot z Rogerem (Life with Roger) – Ramon
- 1997: Pan Rhodes (Mr. Rhodes) – Giorgio Zanella
- 1997: Pomoc domowa (The Nanny) – Vincenzo / Bernie Schwartzberg
- 1996: Świat pana trenera (Coach) – Paulo
- 1995: Star Trek: Voyager – The Gigolo
- 1992: Pamiętnik Czerwonego Pantofelka (Red Shoe Diaries)
- 1991: Riviera – France